# O sztuce (dla Polaków)
O sztuce (dla Polaków) – studium Cypriana Kamila Norwida z 1858 na temat sztuki.

## O studium
Studium Norwida powstało w reakcji na głośną rozprawę Juliana Klaczki Sztuka polska, ogłoszoną najpierw, pomiędzy majem a październikiem 1857, na łamach paryskich Wiadomości Polskich, a w 1858 wydanej w postaci anonimowej broszury. Klaczko zakwestionował w swojej pracy sztukę jako istotny i konieczny element kultury narodowej. Uznał ją za niepożądaną, osłabiającą moralną energię narodu. Zaprzeczył też możliwości jakiegokolwiek istotnego rozwoju sztuki polskiej. Wypowiedź Klaczki spotkała się ze sprzeciwem środowiska artystów emigracyjnych, a szczególnie Norwida, który w swym Promethidionie, nawoływał właśnie do poświęcenia problematyce sztuki większej uwagi. Początkowo poeta zamierzał wystąpić publicznie z trzema wykładamiː o Anhellim Słowackiego, Trzech myślach Krasińskiego oraz o sztuce polskiej i poglądach Klaczki. Ostatecznie powstała jedynie trzecia z zamierzonych części, zapewne we wrześniu 1858, po powrocie z Cette i Montpellier (11 września). Pieniędzy na pokrycie kosztów druku dostarczył poecie najprawdopodobniej brat Ludwik, który właśnie się ożenił i wziął w posagu dwieście tysięcy franków. Rękopis za sprawą Karola Królikowskiego trafił do drukarni L. Martineta. Koszt druku broszury wyniósł 300 franków, a jej nakład nie przekroczył stu egzemplarzy. Studium ukazało się w październiku. Połowa nakładu trafiła do jakiejś polskiej księgarni, a reszta rozeszła się jako egzemplarze autorskie.

## Treść
Pisać dla społeczeństwa, które nie czuje potrzeby sztuki, to tyle co ją objawiać. A jednocześnie wobec niedawnych na nią ataków, znaczy to również uzasadniać ją i bronić. Gdyby naród polski nie musiał oczekiwać tyle od społeczeństwa, mógłby poprzestać na sztuce wojskowej i jej pokrewnych. Lecz nawet ona jest sztuką. Dowódca nie opanowawszy sztuki wojennej wygra czasem bitwę, ale nie wygra wojny. Również leczenie ludzi wymaga sztuki. Kto się oddaje matematyce, a zwłaszcza astronomii, ten potrzebuje uskrzydlenia. Sztuki wymowy potrzebuje prawo. Sztuki wymaga historia. Osobnym zagadnieniem jest występowanie sztuki w naturze. Może ona tam być postrzegana wyłącznie jako piękno. Otóż piękno ma w naturze osobny czasː kwitnienia i kwiatów, bez których nie ma owoców.
W życiu moralnym jest prostota, z której się wychodzi (prostactwo) i prostota, do której się dochodzi. Jest naturalnym oddać krzywdę w dwójnasób z podszeptu tej pierwszej i jest ofiarnym nadstawić policzek w duchu tej drugiej. Lecz wymierzanie sprawiedliwości nie jest ani proste, ani ofiarne, wymaga sztuki. Miej serce i patrzaj w serce mówi poeta. Prąd tej sztuki przebiega pomiędzy naturalnością podłą, jeszcze bez celu, a siebie tylko mającą na względzie ogładą zewnętrzną (samolubstwem). Istnieją smutki niewypowiedziane, które, dlatego że nie można ich wypowiedzieć, do niewypowiedzianego wzrastają stopnia. Hamlet, gdy wszystko wokół stało się wynaturzonym fałszem, uciekł do aktorów. Maska teatru stała się wówczas rzeczywistością godniejszą wyboru i jakby prawdą.
Wstępując w porządek religii sztuka traci swą samoistność. Pozostaje żywa, o ile staje się światłem dla tajemnic wiary objawionej. Poprzez nią prawdziwa religia udziela ducha sprawom doczesnym. Norwid przytacza tekst Tertuliana, który porównuje ciosy zadawane na arenie męczennikom chrześcijańskim z ciosami dłuta artysty rzeźbiącego posąg bóstwa i wskazuje na różnicę: kamień nic nie czuje.  Sztuka, która poddaje swe bogi pięknu idealnemu zmierza ku alegorii i figurom retorycznym. Prawdę zaczynają spotykać prześladowania, które jej obrońców mogą o śmierć przyprawić, ale jej samej nie czynią szkody. Ideał, będąc nieskończonym, zmienia bałwochwalstwo w lenistwo i błąd niemal estetyczny. Rzeźbiarz pracujący dla świątyni Diany, który podburzał lud przeciw świętemu Pawłowi, nie był prawdziwym greckim artystą, ale kupcem chciwym zysku (Dz 19, 24-27). W idealnym pięknie leży bowiem uczucie uczestnictwa w wyższym porządku rzeczy. Bałwochwalstwo na tej drodze staje się lenistwem i gnuśnością, które, jak pisze Ammian Marcelin, ogarnęły społeczeństwo rzymskie na początku V wieku.
Po objawieniu i obronie sztuki Norwid chce na koniec nakreślić polskie o niej pojęcie. Sztuka musi być narodowa. Gdy idzie o czas, musi być wyrazicielką  godziny historycznej, o której naród poczuwa się do udziału w  dobru ogólnym. Dlatego to rysunki Chińczyków, żyjących w zupełnej izolacji, maja takie znaczenie dla ogółu jak malarstwo bizantyńskie i włoskie przed Giottem. Sztuka musi też mieć swoje miejsce, bo działalność człowieka nie jest czysto duchowa. Owocem ich połączenia jest wyraz czyli słowo. I tak koło, które zawsze jest kołem, Chaldejczykowi da asumpt do wykreślenia zodiaku, a Anglika skłoni do umieszczenia go w maszynie parowej. Dla dzieci piękny oznacza tyle co różnokolorowy, u ludów ruskich  piękny  to krasny  czyli tyle co czerwony. U starożytnych Greków piękny (kalos) znaczy również dobry, zacny. Rzymianie, którzy w sztuce nie byli tak biegli, zapożyczyli od Greków wyraz pulcher, w którym brzmi polos (wszech) i heros (bohater). W niemieckim Schöne pobrzmiewa słońce (Sonne), już (schon) i wreszcie schonen (szanować).
Polskie piękno niesie w sobie pieśń i jęk i rozwija się w kierunku tryumfu nad boleścią. Słowacki mówi w Anhellim o pięknej i dumnej powadze umarłych zesłańców, a w innym miejscu o ciele kobiety, które pięknieje od łez i smutku i niebieskich nadziei. Polacy mają jeszcze słowo ładny odwołujące się do ładu. Kto zatryumfował nad boleścią odzyskał ład. Istnieje też słowo śliczny oznaczające rzecz z licznych pierwszą.